# How to Lose Friends and Alienate People
How to Lose Friends and Alienate People , titulada Nueva York para principiantes en España y Cómo perder a tus amigos en Hispanoamérica, es una película inglesa dirigida por Robert B. Weide y protagonizada por Simon Pegg, Kirsten Dunst y Megan Fox. Sin dejar de mencionar interpretaciones como la de la actriz Gillian Anderson (Eleanor Johnson) , quien fuera Scully en los X-Files El título está inspirado en el libro de Dale Carnegie How to win friends and influence people y la película se estrenó en 2008.

## Argumento
El periodista británico Sidney Young (Simon Pegg) se enfrenta a la oportunidad de su vida: trabajar en la revista más prestigiosa de Nueva York. El periodista, que se verá envuelto en situaciones inoportunas en la alta sociedad neoyorkina, tendrá entonces que lidiar con la también periodista Alison (Kirsten Dunst) y la actriz en ciernes Sophie (Megan Fox). 